# Camp de Choisel
Pour les articles homonymes, voir Choiseul et Chateaubriant.
Le camp de Choisel, aussi nommé camp de Châteaubriant, est un camp d'internement situé en France, dans la commune de Châteaubriant, en Loire-Atlantique (à l’époque « Loire-Inférieure »). 
Après avoir abrité des prisonniers de guerre en 1940, il est connu à partir de 1941 sous le nom de Centre de séjour surveillé de Choisel, dépendant du sous-préfet et mis sous la surveillance des gendarmes français. Il abrite alors des nomades, des détenus de droit commun et des détenus politiques dont la plupart étaient communistes.

## Historique
Les premières troupes allemandes arrivent à Châteaubriant le 17 juin 1940.

### Ouverture
En juin 1940, lors de la bataille de France, 45 000 prisonniers de guerre de l’armée française et quelques anglais sont internés à Châteaubriant et répartis en quatre camps, identifiés par les lettres A, B, C et S. Le plus important est le camp C situé sur le champ de courses de Choisel, au Nord de Châteaubriant sur la route de Fercé,. Son directeur est un certain Leclerc, son adjoint est le sous-lieutenant Julien Touya, qui pour les Allemands est le véritable directeur, avait précédemment détenu les antifascistes espagnols dans les camps des Pyrénées-Orientales.

### 1941
Le 14 janvier, les prisonniers de guerre du camp de Choisel sont déportés en Allemagne.
Entre mars et septembre, des nomades du département sont installés dans des conditions sanitaires difficiles, provoquant la mort de plusieurs enfants[réf. nécessaire]. Des trafiquants du marché noir, des souteneurs et des prostituées y transitent également.
En avril arrivent les premiers prisonniers politique : ouvriers des arsenaux ou marins bretons. Devant leur refus de cohabiter avec les trafiquants, ils obtiennent deux baraques : le camp p. 1 (politiques 1). Ils sont suivis en mai par 54 militants communistes issus de la centrale de Poissy et d’une centaine venus de la centrale de Clairvaux, dont Guy Môquet.
Entre le 18 et 19 juin, quatre dirigeants, membres avant-guerre du comité central du parti, s’évadent : Fernand Grenier et Henri Raynaud le 18, Léon Mauvais et Eugène Hénaff le 19. Cet évènement entraîne un durcissement des conditions de détention.
Le 7 juillet, 339 nomades et 75 indésirables de droit commun sont transférés au camp de la Forge à Moisdon-la-Rivière. 
Avec la loi sur les otages du 21 août, tous les détenus du camp sont considérés comme tels. Ils risquent alors le jugement par sections spéciales, avec effet rétro-actif. Opposant à cette mesure, le juge Didier est interné au camp entre septembre 1941 et février 1942.
En septembre, le camp est réorganisé en trois sections séparées par des barbelés. Dans la baraque 19, appelée aussi « baraque des otages » se trouvent des prisonniers politiques isolés des autres : « d’une part les internés meneurs, d’autre part, les intellectuels, et anciens gouvernants. »
Le 16 septembre, 87 hommes de la prison de la Santé et de 46 femmes de la prison de la Roquette, dont Paulette Capliez et Marguerite Fabre, arrivent au camp.
Le 13 octobre, le camp est visité par Pierre Chassagne, chef de cabinet du ministre de l'Intérieur Pierre Pucheu.
Le 20 octobre, l’exécution du lieutenant-colonel Hotz à Nantes, par un commando de jeunes résistants communistes des Bataillons de la jeunesse (Spartaco Guisco, Gilbert Brustlein, Marcel Bourdarias), qui entraîne l'exécution de 27 otages du camp, dans la carrière des Fusillés le 22 octobre.
Le 15 décembre, 9 prisonniers sont exécutés à l’étang de La Blisière, dans la forêt de Juigné-des-Moutiers.

### Évacuation et fermeture du camp
Entre mars et avril 1942, huit jeunes détenus de Choisel sont fusillés à Nantes, dont le résistant Jacques Jorissen
À partir de mai 1942, le camp de Choisel est évacué de la façon suivante :
- 1er mai : les hommes « indésirables » sont transférés au camp de Rouillé ;
- 4 mai : les Juifs étrangers sont transférés au camp de Pithiviers ;
- 7 mai : les détenus politiques, dont Frédéric Sérazin, sont transférés au camp de Voves ;
- 9 mai : les détenus pour marché noir sont transférés au camp de Gaillon ;
- 11 mai : les détenues politiques et femmes « indésirables » sont transférées au camp d'Aincourt.

Le camp de Choisel ferme officiellement le 15 mai. À partir de cette date, l’armée allemande s'en sert de base logistique pour les troupes de passage, parmi lesquelles plusieurs groupes de nouvelles recrues arrivées en France pour parfaire leur formation militaire avant d'être envoyées sur le front de l’Est.
Châteaubriant est libéré le 5 août 1944. Le camp de Choisel est alors partiellement abandonné, mais bientôt les besoins de l’épuration entraînent sa réouverture provisoire le 21 septembre suivant. On y interne les collaborateurs les plus notoires avant de les transférer sur Rennes (Nantes et Angers restant sous le contrôle des Allemands durant cette période).

## Après la Seconde Guerre Mondiale
Le nombre de détenus diminue et la nouvelle municipalité castelbriantaise fait tout pour empêcher la pérennisation du camp. Dans les premiers jours de l’année 1946, Choisel passe sous le contrôle de l’administration pénitentiaire qui en fait une dépendance de la centrale de Fontevrault. Une centaine de détenus y séjournent parmi lesquels les anciens collaborateurs sont les plus nombreux. La pression de la municipalité, des propriétaires des terrains (dont le fermier chassé en 1940), aboutit à la fermeture définitive du camp à l’automne 1946. Ce sont les derniers prisonniers qui démolissent les baraques que l’administration pénitentiaire récupère, n’en laissant que deux ou trois à la municipalité.

## Dans la culture
Le téléfilm La Mer à l'aube (téléfilm) retrace l’histoire de  Guy Môquet au camp de Choisel. 